# Lintneria eremitus
Lintneria eremitus ist ein Schmetterling (Nachtfalter) aus der Familie der Schwärmer (Sphingidae). Die Art wurde von Tuttle (2007) mit einer Reihe von anderen Arten der Gattung Sphinx in die Gattung Lintneria Butler, 1876 gestellt.

## Merkmale
Die Falter haben eine Vorderflügellänge von 27 bis 37 Millimetern. Ihre Vorderflügel haben auf der Oberseite eine gelblich-braune oder graubraune Farbe. Die Musterung besteht aus gewellten Linien, schwarzen Strichen und einem oder zwei kleinen, weißen Punkten nahe der Mitte der Costalader. Der Thorax ist mit goldenen Haaren versehen. Der Medialbereich trägt einen ausgedehnten, dunkelbraunen Fleck, den mehrere nahe verwandte Arten ebenso aufweisen. Die Art hat Ähnlichkeit mit Sphinx canadensis, unterscheidet sich von dieser Art jedoch durch die hellen Diskalflecken, die der ähnlichen Art fehlen. Die Hinterflügel sind auf der Oberseite schwarz und haben zwei weiße Binden und einen basalen, dreieckigen, schwarzen Fleck. Die Musterung ist nur wenig variabel, es gibt jedoch etwas dunklere Exemplare.

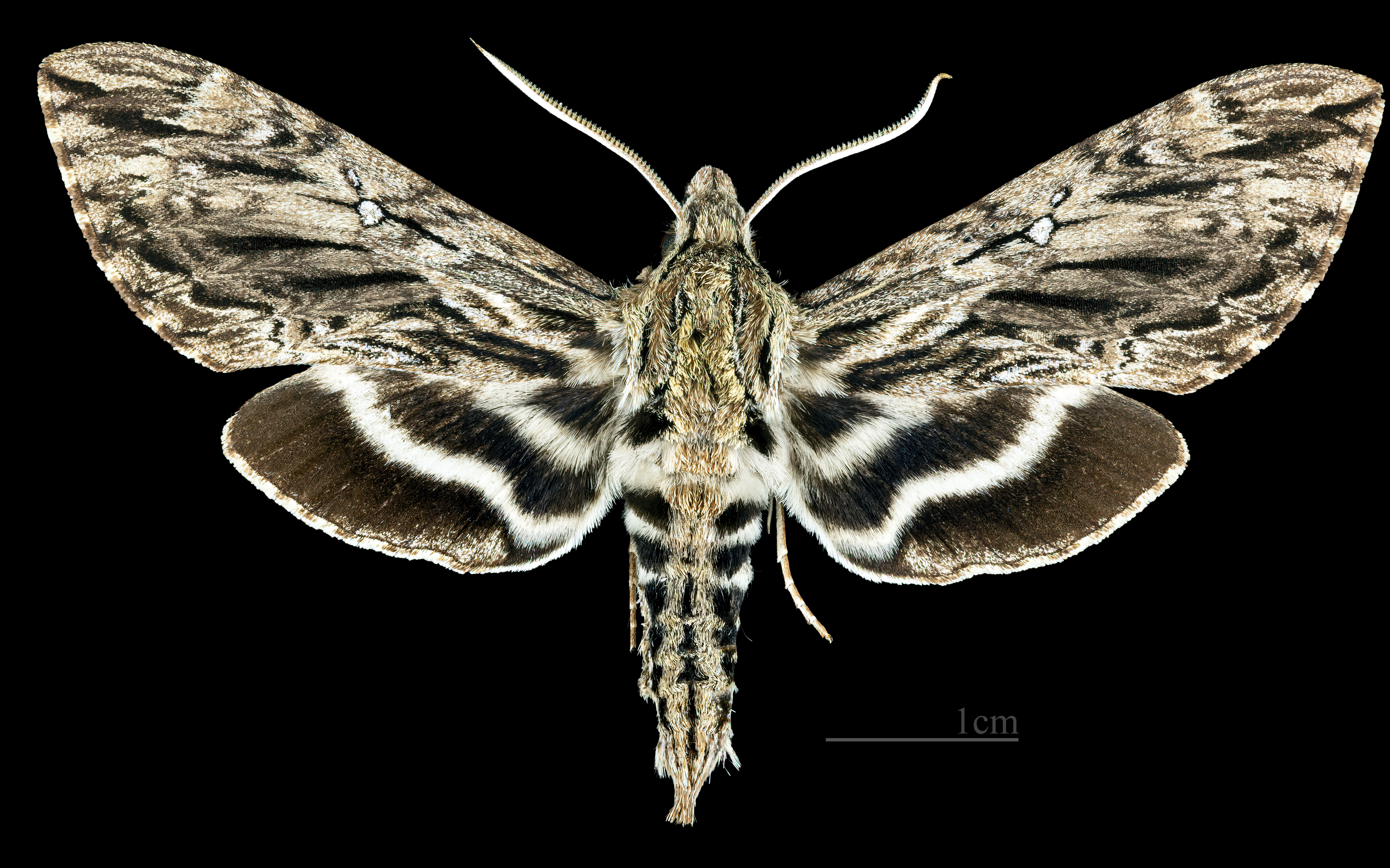
Lintneria eremitus ♂
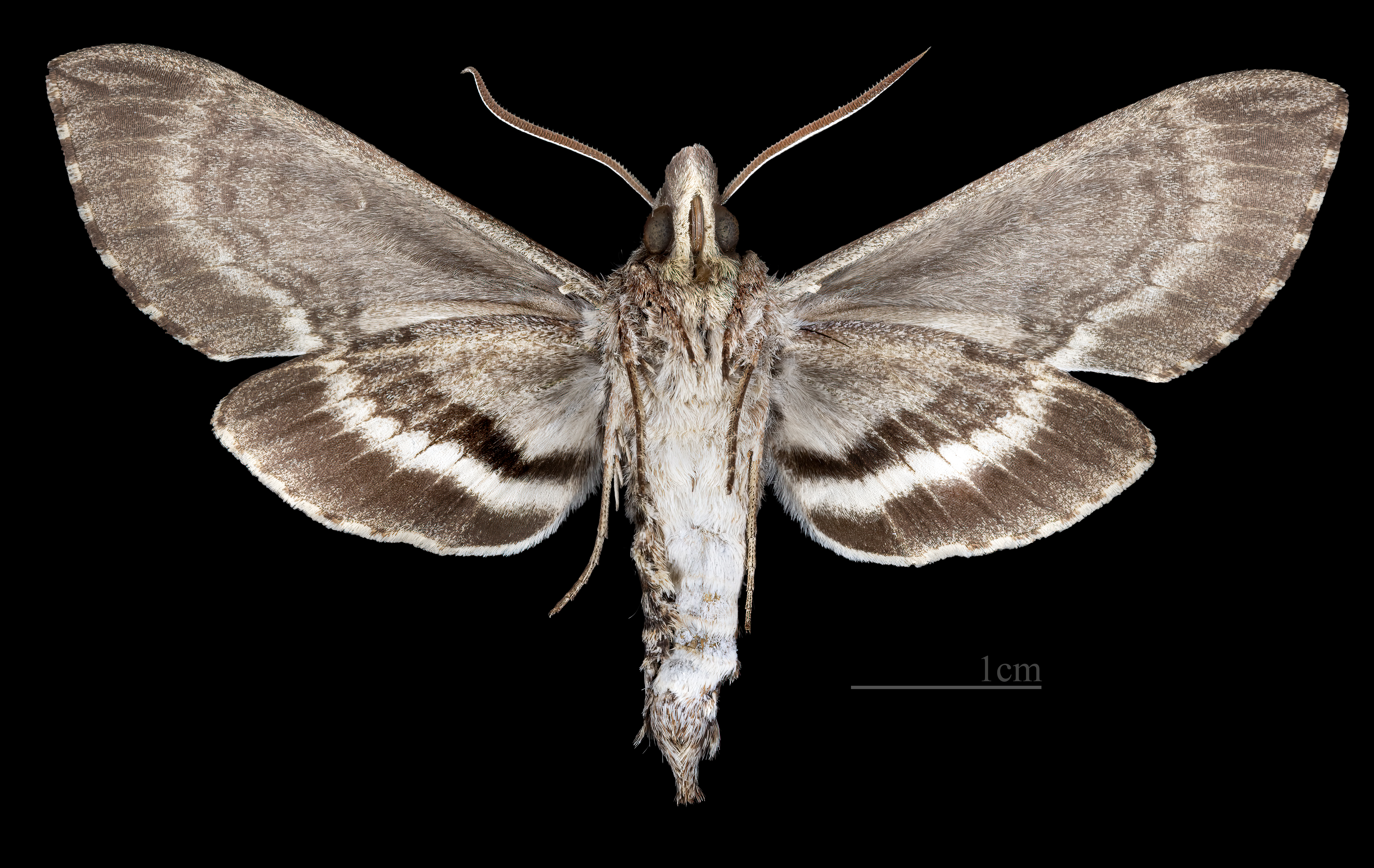
Lintneria eremitus ♂  △
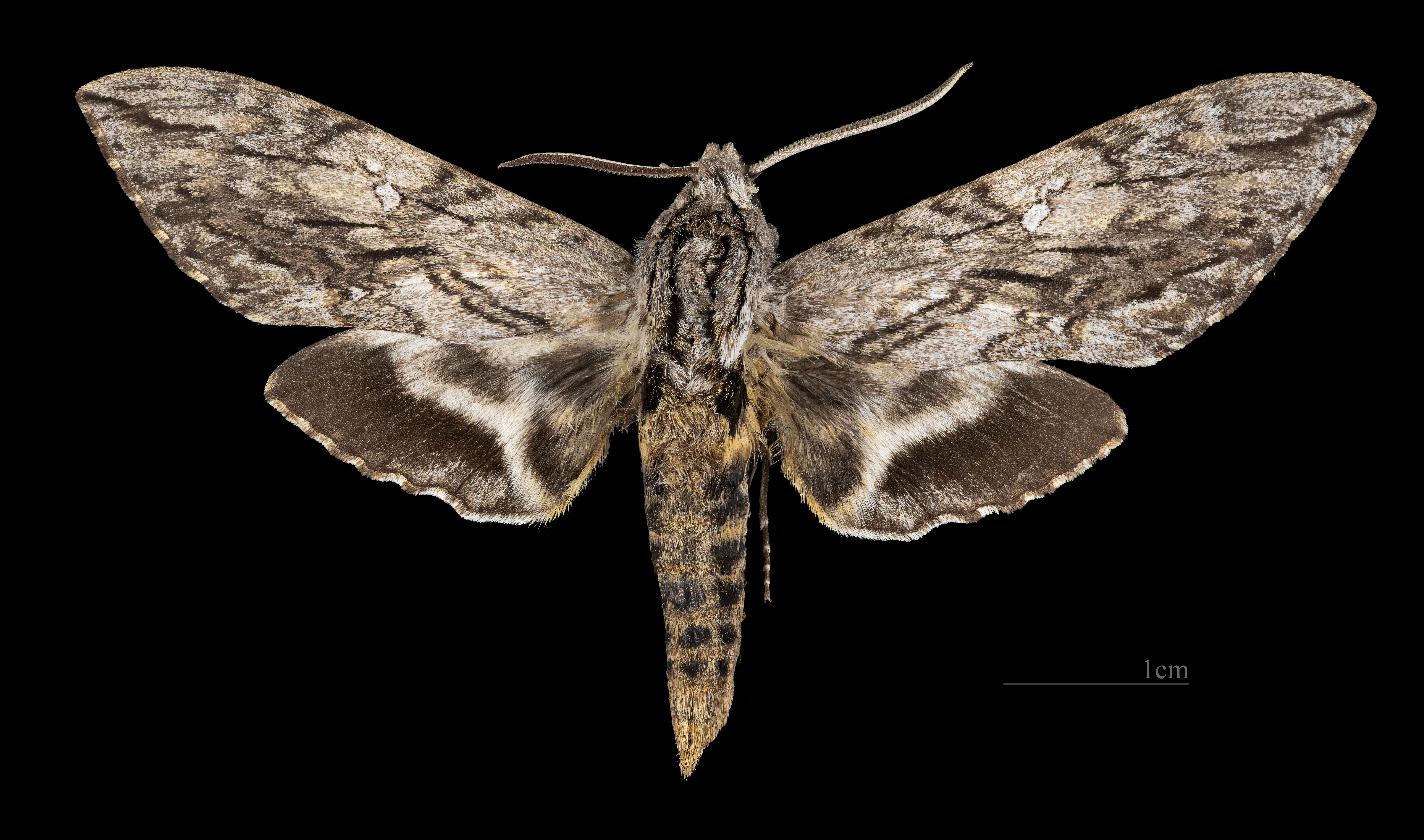
Lintneria eremitus ♀
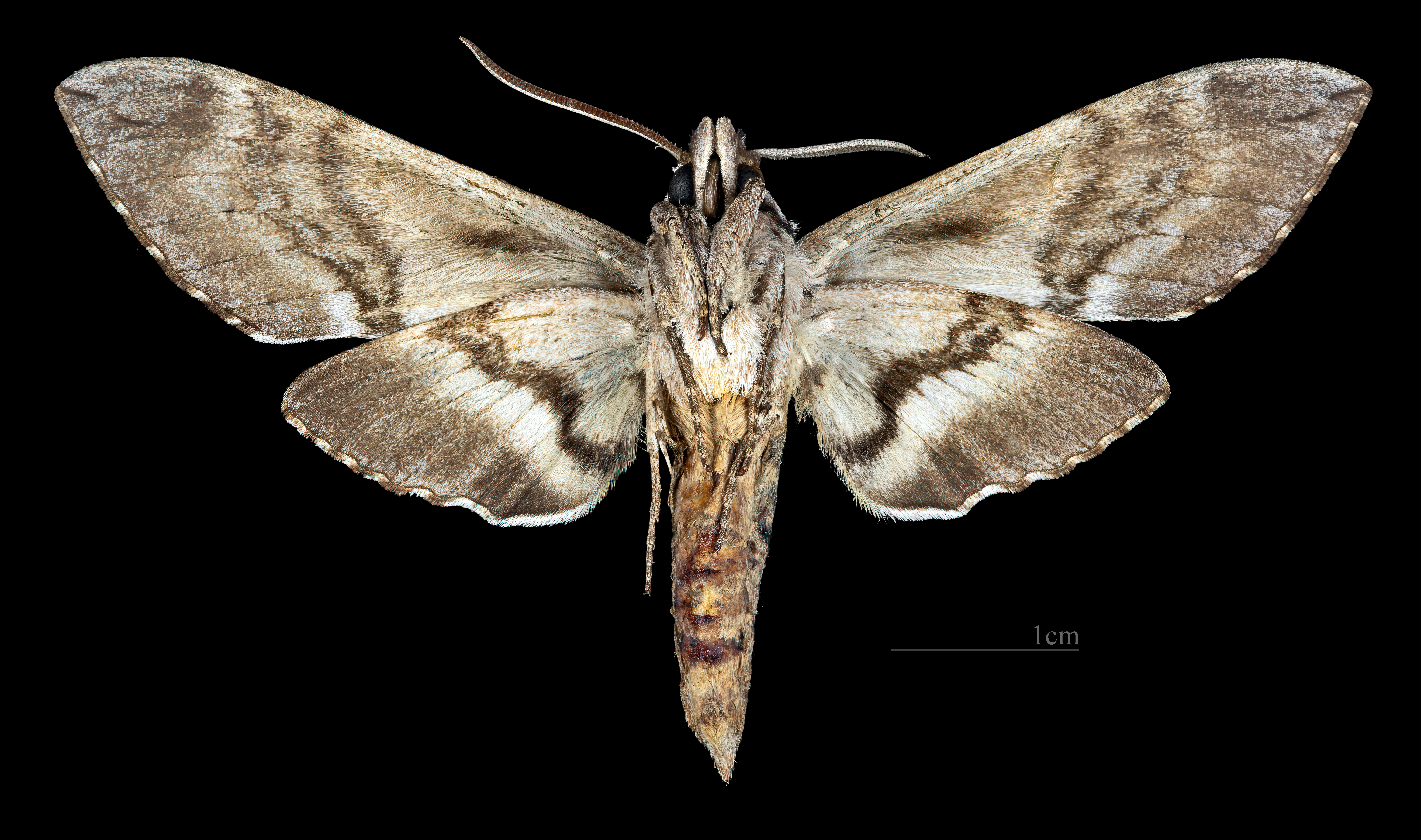
Lintneria eremitus ♀  △

Die Raupen sind im letzten Stadium schokoladenbraun und haben sieben Paare brauner, schräger Seitenstreifen. In den ersten Stadien tragen die Raupen einen fleischigen, hornartigen Fortsatz am zweiten Segment des Thorax, der im letzten Stadium durch einen Buckel ersetzt wird. Am Rücken ist hinter dem Thorax ein heller Fleck ausgebildet, der cremefarben bis rosarot gefärbt ist und wie bei allen ähnlichen Arten innen tief schwarz gekernt ist.
Die Puppe ist kastanienbraun und hat eine glatte Oberfläche. Die frei liegende Rüsselscheide ist mit etwa 10 Millimeter ziemlich lang und dicht an den Körper angepresst. Der Kremaster ist schlank und endet in einer scharfen Spitze.

## Vorkommen
Die Art ist hauptsächlich im Nordosten der Vereinigten Staaten und um die Great Lakes sowie in zwei armförmig davon ausstrahlenden Bereichen südlich davon verbreitet. Ersterer umfasst die Bergregionen des Ostens und reicht weiter südlich über das Hügelland der Appalachen-Region in den äußersten Nordwesten South Carolinas und westlich bis nach Morgan County in Tennessee. Der zweite Arm verläuft am Ostrand der Great Plains mit vereinzelten Nachweisen der Art in Wisconsin und Illinois, weiter nach Süden über Missouri und Arkansas bis zum isolierten Vorkommen von Einzelfunden in Louisiana. Zwischen den beiden Verbreitungsarmen ist die Art nur sehr selten nachgewiesen worden. Es fehlen Nachweise aus weiten Teilen Kentuckys und Tennessees und aus Mississippi, Alabama, Georgia, und Florida. Im Norden der Great Plains findet man die Art in Zentral-Iowa, dem Südosten North Dakotas und im Südwesten Manitobas nahe dem Riding-Mountain-Nationalpark. In Kanada ist die Art ansonsten nur in einem schmalen Streifen entlang der Grenze zu den Vereinigten Staaten im Süden Ontarios und dem Südwesten Québecs verbreitet.
Die Tiere besiedeln vor allem feuchtere Gebiete an Gewässern, wo Lippenblütler (Lamiaceae) wachsen.

## Lebensweise
Man kann die Falter abends beim Blütenbesuch an Phlox (Phlox), Tabak (Nicotiana), Lonicera japonica, kultivierten Petunien (Petunia), Gewöhnlichem Seifenkraut (Saponaria officinalis) und Prächtigem Trompetenbaum (Catalpa speciosa) beobachten. Die Falter fliegen gelegentlich Lichtquellen an.

### Flug- und Raupenzeiten
Die Falter fliegen von Ende Juni bis Anfang August, vermutlich in nur einer Generation.

### Nahrung der Raupen
Die Raupen fressen verschiedene Arten der Lippenblütler (Lamiaceae), wie etwa Minzen (Mentha), Monarda-Arten, Salbei (Salvia), Lycopis-Arten oder Wilde Bergamotte (Monarda fistulosa).

## Entwicklung
Die Weibchen legen ihre Eier einzeln an den Blättern der Raupennahrungspflanzen ab. Die nachtaktiven Raupen sind Einzelgänger und verstecken sich tagsüber an der Basis der Nahrungspflanzen. Die Verpuppung erfolgt in einer Kammer mehrere Zentimeter tief im Erdboden.

## Belege